# Arash (cantante)
Arash Labaf, noto semplicemente come Arash (in persiano آرش لَباف‎; Teheran, 23 aprile 1977), è un cantante e attore iraniano con cittadinanza svedese.

## Biografia
Il nonno di Arash era di origine azera. Arash ha vissuto fino all'età di 10 anni nella capitale dell'Iran, Teheran, Arash si è poi trasferito con la sua famiglia ad Uppsala, Svezia per poi spostarsi 5 anni dopo a Malmö.
Il suo primo album, Arash, fu lanciato nel giugno del 2005, dopo aver finito l'università. I suoi singoli Boro Boro e Temptation (con Rebecca Zadig) ebbero un grande successo in Europa. Nel 2009 in coppia con la cantante azera Aysel ha rappresentato l'Azerbaigian all'Eurovision Song Contest 2009 con il brano Always, arrivando terzo.
Ha ricevuto un disco d'oro in 5 paesi: Germania, Russia, Slovenia e Grecia, per il suo album, Arash, e in Svezia per Boro Boro.
Il 17 settembre 2012 è uscito She Makes Me Go, singolo che vede la collaborazione di Sean Paul ed è arrangiato da Chicco Santulli.
Nel marzo 2014 ritorna sulla scena musicale con il successo One day, in collaborazione con la cantante svedese Helena.

## Discografia
- 2005 – Arash
- 2008 – Donya
- 2014 – Superman